# Ambuíla
Ambuíla és un municipi de la província de Uíge. Té una extensió de 4.799 km² i 16.654 habitants. Comprèn les comunes d'Ambuíla o Nova Caipenba i Quipedro. Limita al nord amb els municipis de Bembe i Songo, a l'est amb el d'Uíge, al Sud amb Quitexe i Nambuangongo, i a l'oest amb Nzeto.
Va formar part de l'antic regne del Congo. La colonitzacio portuguesa va començar en 1625. Aquí va transcórrer la batalla de Mbwila en 1665, en la que les forces portugueses derrotaren al rei del Congo.